# Georges Straka
Georges Straka (* 22. Oktober 1910 in Tábor als Jiři Straka; † 24. Dezember 1993 in Lyon) war ein tschechisch-französischer Romanist und Phonetiker.

## Leben und Werk
Straka studierte ab 1928 an der Universität Prag bei Vladimír Buben, Karel Rocher-Skála, vor allem aber bei Max Křepinský und dem Phonetiker Joseph Chlumský, der Schüler von Jean-Pierre Rousselot war und langjährige Frankreicherfahrung hatte. Er promovierte 1934 in Prag mit Contribution à l'étude de l'amuïssement des consonnes finales en ancien français und ging  für drei Jahre als Stipendiat nach Paris zu Mario Roques und Oscar Bloch. Von 1937 bis 1939 war er in Prag Lehrer am französischen Gymnasium, dann Mitarbeiter des tschechischen Informationsministeriums in Paris, wohin die tschechische Regierung ins Exil gegangen war.
1940 wurde Straka Tschechischlektor an der Universität Straßburg und dann in Clermont-Ferrand, wohin die Universität Straßburg 1940 verlegt worden war und wo es am 25. November 1943 zu einer Massenverhaftung kam. Er wurde ins KZ Buchenwald deportiert und war dort vom 24. Januar 1944 bis zum 11. April 1945 (Matrikelnummer 42031).
Nach dem Krieg habilitierte er sich 1958 an der Universität Straßburg mit Poème contre une mission prêchée à Saint-Etienne (Loire) en 1821, édition d’un texte en dialecte stéphanois avec traduction, commentaire philologique et linguistique et un glossaire sowie Poèmes du XVIIIe siècle en dialecte de Saint-Etienne (Loire). Edition avec commentaires philologique et linguistique. Glossaire und wirkte dort als Hochschullehrer an der Seite von Paul Imbs, ab 1959 auf dem Lehrstuhl für allgemeine und experimentelle Phonetik, von 1966 bis zu seiner Emeritierung 1979 als Professor für romanische Philologie.
Er gründete 1947 das Institut de phonétique de Strasbourg (IPS), 1955 das Centre de linguistique romane und 1963 die Zeitschrift Travaux de linguistique et de littérature (TraLiLi), später als Travaux de linguistique et de philologie (TraLiPhi). Eine besonders enge Zusammenarbeit pflegte er mit der Université Laval in Québec, deren Nachwuchsromanisten durch die Straßburger Schule gingen. Persönliche Freundschaft verband ihn mit Kurt Baldinger.
Straka war Ehrendoktor der Université Laval, korrespondierendes Mitglied der Académie des Inscriptions et Belles-Lettres (1974), der Académie royale des Sciences, des Lettres et des Beaux-Arts de Belgique (1970), der Heidelberger Akademie der Wissenschaften (1980) und der Finnischen Akademie der Wissenschaften. 1993 erhielt er die Gold-Medaille der Universität Brünn.

## Veröffentlichungen (Auswahl)
- L’argot tchèque du camp de Buchenwald, in: Revue des études slaves 22, 1946, S. 105–116.
- L’arrivée à Buchenwald, in: Témoignages Strasbourgeois: De l’Université aux Camps de Concentration, Strasbourg 1947, S. 77–91.
- Poème contre une mission prêchée à Saint-Etienne (Loire) en 1821, édition d’un texte en dialecte stéphanois avec traduction, commentaire philologique et linguistique et un glossaire. Paris 1954.
- Poèmes du XVIIIe siècle en dialecte de Saint-Etienne (Loire). Edition avec commentaires philologique et linguistique. Glossaire. 2 Bände, Paris 1964.
- mit Péla Simon: Quarante ans d’études de linguistique et de philologie à l’université de Strasbourg (1919–1959), Louvain 1960.
- Les Sons et les mots. Choix d’études de phonétique et de linguistique, Paris 1979 (gesammelte kleine Schriften, S. 13–28 Schriftenverzeichnis).

Straka war Herausgeber und Mitherausgeber zahlreicher Sammelpublikationen.